# Luisana mía
Luisana mía es una telenovela venezolana realizada por RCTV en 1981, original de Ligia Lezama y protagonizada por Mayra Alejandra y Jean Carlo Simancas, y con la participación especial de Herminia Martínez, Yanis Chimaras, Charles Barry y Virgilio Galindo. Tuvo como tema principal Quizás sí, quizás no, interpretado por Sabú.

## Sinopsis
Luisana es una mujer bella e inteligente, que se niega a vivir el resto de su vida encadenada a una cocina y siendo solo un ama de casa, sin embargo su marido es un sexista inseguro, que la quiere tener casi como una esclava, lo que hace su matrimonio un infierno. Esto está derrumbando su familia, pero Luisana es persistente y hará hasta lo imposible para salvar su matrimonio y quitar de la mente de su marido esos pensamientos sexistas para que entienda la realidad.

## Elenco
- Mayra Alejandra - Luisana Narváez de Bernal
- Jean Carlo Simancas - Juan Miguel Bernal
- Herminia Martínez - Victoria Andrade
- Yanis Chimaras - Tomás Vidal
- María Eugenia Domínguez - Dra. Miriam
- Charles Barry - Compadre Oliviero
- María Teresa Acosta - Luisa de Narváez
- Raquel Castaños - Corina Bernal
- Zoe Ducós - Estela de Bernal
- Virgilio Galindo - Emilio Narváez
- Humberto García - Paúl
- Agustina Martín - Esther De Narváez
- Carlos Márquez - Edmundo Bernal
- Dilia Waikkarán - Rosina Iñigo
- Scarlet Villalobos - Elita Bernal Narváez
- Yajaira Orta - Jenny González
- Carlos Cámara Jr. - Gregory
- Haydée Balza - Chela
- América Barrios - Doña Carlota Andrade
- Argenis Chirivela - Cocoliso
- Nancy González - Clarisa Pacheco
- Javier Vidal - Henry Rodríguez
- Sixto Blanco - Abog. Manuel Villegas
- Víctor Cámara - Alfredo
- Cecilia Villarreal - Cecilia
- Miguel Alcántara - Doctor
- Enrique Benshimol - Don Eduardo Vidal
- Evelyn Berroterán - Azafata
- Lucy Bogado - Raiza
- Carlos Flores - Ñeño
- Freddy Galavís - Periquito
- Miguel Ángel Landa - Miguel
- Lorenzo Henríquez - Bachaco
- Virginia Urdaneta - Flor Narváez
- Omar Farías
- Jenny Galván - Sandra
- Aura Gutiérrez
- Oswaldo Gutiérrez
- Hazel Leal - Modelo de la Agencia
- Karla Luzbel - Irene
- María Machado
- Iselyn Martínez
- Fernando Ortega - Raúl
- Cristina Reyes - Aeromoza del Avión
- Axel Rodríguez - Colega de Juan Miguel
- Ignacio Navarro - Abogado
- Otto Rodríguez
- Soraya Zanz - Tata
- Enrique Soto - Dr. Cáceres
- Humberto Tancredi - Luciano
- Rafael Vallenilla - Paquito
- Marisabel Vargas
- Carlos Villamizar - Loquito del aeropuerto
- Imperio Zammataro - Sofía
- Hugo Martínez Clemente - Culin

- Datos: Q5984698